# کورینت، شهرستان پولک، آرکانزاس
کورینت (به انگلیسی: Corinth) یک منطقهٔ مسکونی در ایالات متحده آمریکا است که در شهرستان پولک، آرکانزاس واقع شده‌است. کورینت  ۳۰۶٫۹۴ متر بالاتر از سطح دریا واقع شده‌است.